# El Cazador de la Bruja
El Cazador (エル・カザド Eru Kazado?), o bien El Cazador de la Bruja como subtítulo, es una serie de televisión anime de 26 episodios dirigidos por Kōichi Mashimo del estudio de Bee Train y fue transmitida en TV Tokio de abril a septiembre de 2007. Esta serie es la última de la trilogía de "chicas con pistolas" de Bee Train con sus antiguas antecesoras Noir y Madlax.
También existe el manga de Hirose Shū con muchos cambios respecto al anime además de tener el género ecchi añadido a la historia. El anime fue licenciado en Estados Unidos por Funimation Entertainment.

## Argumento
La historia inicia en México y tiene como protagonistas a Nadie, una cazarrecompensas, y a Ellis, una chica sospechosa del asesinato de un prestigioso físico, de lo cual parece no acordarse. Nadie acepta acompañar a Ellis en su viaje a Perú, junto a una misteriosa piedra que guiará su camino, y así encontrar la Ciudad Eterna o "Wiñay Marka". De cerca las sigue L.A, un joven chico que espía a Ellis porque la ama.
A lo largo de la historia Ellis descubrirá los secretos de su pasado junto a Nadie, que también guarda los suyos propios. Mientras, el Proyecto Leviathan continúa en pie presidido por Douglas Rosenberg el cual quiere acabar con las brujas. Cerca de él trabaja Jody Hayward (apodada Blue-Eyes), quien quiere destruir ese proyecto, y contrata a Nadie para proteger a Ellis. En el juego de intrigas también parte Ricardo, que es contratado por Rosenberg, y Lirio, una pequeña niña que no habla y está bajo la protección de Ricardo.

## Personajes
- Ellis (エリス Erisu?)

Seiyū: Ai Shimizu.
Una chica sospechosa del homicidio el Dr. Heinz Schneider. Desde hace años, por alguna razón quiere ir al sur, pero el cuidado de una vieja pitonisa a quien ve como su abuela se lo ha impedido. Una vez ésta muere en una emboscada, la chica emprende su viaje junto con Nadie y una misteriosa piedra hacia un valle que recibe el nombre de "Wiñay Marka". En ocasiones peligrosas usa la magia inconscientemente, ya que es una Bruja Artificial, resultado de moléculas de antiguas brujas. Al inicio muestra ser muy inocente, ya que no había estado en contacto con el mundo durante mucho tiempo, pero después se vuelve una persona bastante hábil y más madura. Está enamorada de Nadie, a la que obedece y escucha siempre diciendo "Si, señor!". Viste con un vestido amarillo de tirantes, con un chaleco de mezclilla, usa calcetas blancas largas y unas botas, es rubia de ojos color púrpura.
- Nadie (ナディ Nadi?)

Seiyū: Shizuka Itō
Es una cazarrecompensas con muchos recursos. Es contratada por Blue-Eyes para proteger a Ellis a toda costa, uniéndose así a Ellis en su viaje a "Wiñay Marka". Mientras avanzan con el tiempo, Nadie se vuelve más apegada a Ellis, y más aún cuando descubre el obscuro pasado de Ellis, ahora decidida a protegerla sin importar lo que suceda, quedando demostrado cuando Blue-Eyes decide pagarle a Nadie una gran recompensa solo para dejar a Ellis, cuando esta era buscada; desde luego, Nadie rechazo el dinero, quedándose con Ellis hasta el fin del viaje. Nadie es muy hábil con la pistola y sabe dar patadas sorprendentes; aunque a veces no lo parezca es una chica muy madura, y le enseña a Ellis cosas muy importantes para sobrevivir en la vida. No se sabe mucho de su pasado, excepto que toda su familia está muerta por culpa de un incendio. Su frase característica es "Algunas últimas palabras?", la cual dice antes de disparar a sus presas. Viste con un top rojo, con short, usa siempre una capa blanca, unos guantes negros y unas botas estilo vaquero, es pelirroja de ojos azules.
- Dr. Heinrich "Heinz" Schneider (ハインリク "ハインツ" シュナイダ Hainriku "Haintsu" Shunaida?)

Seiyū: Shinichiro Miki
Un famoso físico inmigrante que anunció una teoría que iba contra las leyes de la Termodinámica, al suponer que en realidad se podían manipular las moléculas a voluntad, como lo haría el Demonio de Maxwell. La teoría fue rechazada. Recibió a Ellis desde muy pequeña para estudiarla y analizarla, lo cual era desagradable para Ellis. Conforme avanza el tiempo, Schneider empieza a tomarle cariño a Ellis, entablando una gran amistad entre ambos, por lo que decide dejar los experimentos con ella. Más adelante, es asesinado, teniendo a Ellis como culpable, aunque se descubrirá la verdad con el tiempo.
- Douglas Rosenberg (ダグラス・ローゼンバーグ Dagurasu Rōzenbāgu?)

Seiyū: Kenta Miyake
Es el presidente de una compañía alemana (Central Intelligence Agency) que quiere llevar a cabo el Proyecto Leviathan y acabar con todas las brujas actuales y en especial con Ellis como principal cobaya, aunque al final resulta que sus planes son otros, donde incluye el poder de Ellis y de cierto sacrificio que resulta ser Nadie y que en el pasado fue el profesor Heinrich. Al final se descubre que fue Rosenberg quien asesino al profesor Heinrich, y no Ellis como se creía.
- Jody Hayward (ジョディ・ヘイワード Jodi Heiwādo?) alias Blue-Eyes (ブルーアイズ Burūaizu?)

Seiyū: Aya Hisakawa
Proveniente del clan de brujas, es la encargada de destruir los planes de Ronsenberg como sea, y contrata a Nadie para proteger a Ellis. Al hacerse con el libro del Proyecto Leviathan descubre que el presidente sabe sus intenciones. Cuando el clan de las brujas le ordenan matar a Nadie para tomar custodia de Ellis, se arrepiente al escuchar su descripción sincera hecha por Nadie, traicionando a su clan y revela que su propósito personal es activar su poder de bruja que tiene escondido. Al final, termina ayudando a Nadie y Ellis en su viaje.
- L·A (エル・エー Eru Ē?)

Seiyū: Mamoru Miyano
Un misterioso y joven chico que está bajo las órdenes de Rosenberg. Está enamorado de Ellis, hasta el grado de crearle una obsesión. No tiene poderes pero corrió una suerte parecida a Ellis en el pasado y ahora se describe como algo superior a los humanos. Al parecer, los poderes mágicos son solo adquiridos por las brujas hembra, como en el caso de Ellis; en el caso de los varones, L.A. adquirió una extraña fuerza y agilidad sobrehumanas. El guía a Ellis hacia "wiñay marka", pero cuando ve que Ellis se siente atraída por Nadie, intenta matar a esta última. Su vestuario es como un traje español.
- Ricardo (リカルド Rikarudo?)

Seiyū: Fumihiko Tachiki
Parece ser que en el pasado fue un mercenario, pero actualmente es un cazarrecompensas contratado por Rosenberg. Al principio se mostraba serio y callado, pero conforme conoce y viaja con Nadie y Ellis en varias ocasiones, se va entablando una alianza y amistad entre ellos, ayudándose entre sí. Llega a dar muy buenos consejos a Nadie y a Blue-Eyes. Viaja junto a una niña llamada Lirio; aunque al parecer no es su hija ni alguna clase de pariente, la protege y cuida a toda costa. Al igual que Nadie, tiene su frase característica antes de disparar a su presa, la cual es "Tomemos un trago en el infierno, amigo".
- Lirio (リリオ Ririo?)

Seiyū: Marina Inoue
Es una niña pequeña que viaja junto a Ricardo, como si fuera su hija pero en realidad no se sabe su origen. Lirio le tiene plena confianza, ocasionando esto que Ricardo la protega demasiado. No habla, pero es muy sonriente, llegando a ser muy amigas con Nadie y Ellis, alegrándose cada vez que se topaban con ellas. Al parecer tiene cierta conexión o conocimiento de los poderes de las brujas, ya que se demuestra cuando ayuda a Blue-eyes (hablando por primera vez en toda la serie) a liberar su poder de bruja para revivir a Ellis en el penúltimo episodio.

## Lista de capítulos
| #  | Título                                          | Estreno                  |
| -- | ----------------------------------------------- | ------------------------ |
| 1  | «Mujer que huye» (逃げる女)                     | 2 de abril de 2007       |
| 2  | «Mujer que espera» (待つ女)                     | 9 de abril de 2007       |
| 3  | «Mujer mojada» (降られた女)                     | 16 de abril de 2007      |
| 4  | «Mujer objetivo» (狙う女)                       | 23 de abril de 2007      |
| 5  | «Mujer vestida» (着る女)                        | 30 de abril de 2007      |
| 6  | «Hombre enamorado» (恋する男)                   | 7 de mayo de 2007        |
| 7  | «Hombre que trabaja» (働く男)                   | 14 de mayo de 2007       |
| 8  | «Mujer que miente» (嘘つく女)                   | 21 de mayo de 2007       |
| 9  | «Mujer que excava» (掘る女)                     | 28 de mayo de 2007       |
| 10 | «Hombre que vive con un ángel» (天使と暮らす男) | 4 de junio de 2007       |
| 11 | «Mujer maldita» (呪う女)                        | 11 de junio de 2007      |
| 12 | «Hombre disparando» (撃つ男)                    | 18 de junio de 2007      |
| 13 | «Mujer que se esconde» (隠す女)                 | 25 de junio de 2007      |
| 14 | «Hoja de maple» (メイプルリーフ)                | 2 de julio de 2007       |
| 15 | «Mujer que se opone» (逆らう女)                 | 9 de julio de 2007       |
| 16 | «Mujer enfadada» (怒る女)                       | 16 de julio de 2007      |
| 17 | «Mujer atrapada» (追い詰める女)                 | 23 de julio de 2007      |
| 18 | «Mujer en desacuerdo» (諍う女)                  | 30 de julio de 2007      |
| 19 | «Hombre que protege» (守る男)                   | 6 de agosto de 2007      |
| 20 | «Mujer capturada» (囚われた女)                  | 13 de agosto de 2007     |
| 21 | «Mujer libre» (羽ばたく女)                      | 20 de agosto de 2007     |
| 22 | «Mujer que despierta» (目覚める女)              | 27 de agosto de 2007     |
| 23 | «Mujer perdida» (惑う女)                        | 3 de septiembre de 2007  |
| 24 | «Hombre que muere» (逝く男)                     | 10 de septiembre de 2007 |
| 25 | «Mujer sagrada» (聖なる女)                      | 17 de septiembre de 2007 |
| 26 | «Mujer resplandeciente» (輝く女)                | 24 de septiembre de 2007 |

## Música
- Tema de cabecera Hikari no Yukue (El paradero de la luz) interpretado por savage genius.
- Tema de cierre romanesque (Romántico) interpretado por FictionJunction YUUKA.
- La música de fondo y canciones insertadas están compuestas por Yuki Kajiura que fue a Perú durante 10 días en busca de inspiración para la música. Está ambientada en aspectos de la vida de América del Sur y otras referentes a típicas en cuanto a brujería. La canción insertada principal recibe el nombre de el cazador.
- Onsen.ag recopila en buena calidad los programas de radio oficiales con las voces de Ellis y L.A. (Ai Shimizu y Mamoru Miyano) entre otros.

El Cazador Radio CD Vol. 1 - 21 de septiembre de 2007.
El Cazador Radio CD Vol. 2 - 19 de diciembre de 2007.

## Banda Sonora Oficial
- El Cazador ORIGINAL SOUNDTRACK 1. Compositora: Yuki Kajiura

Son un total de 17 pistas que contienen las piezas que suenan en la primera mitad de la serie y aunque la trama se desarrolla en América Latina los nombres de la mayoría de las pistas están en inglés. La última canción, "forest", la canta Emily Bindiger en inglés y la pista 12 "el cazador" la canta Yuuka Nanri.
Lanzamiento: 25 de julio de 2007
1. Maxwell's Witch
2. desert sunset
3. the ballad of a bounty hunter
4. sad yearning
5. Nadie
6. inca rose
7. corrupt arena
8. a bounty hunter’s mumur
9. sight your gun
10. murderous intent
11. hit it and run!
12. el cazador
13. just a small fry
14. hotel del sol
15. ennui
16. an omoinous presentiment
17. forest

- El Cazador ORIGINAL SOUNDTRACK 2. Compositora: Yuki Kajiura

Del mismo tipo que el anterior. Incluye la versión en la serie de los tema de apertura y cierre. Emily Bindiger vuelve a intervenir en la segunda entrega con "I reach for the sun". Wakana y Yuuka también le ponen vocales a las canciones insertadas. "cazador del amor" es una versión nueva y en japonés de la canción 12 de la primera banda sonora.
Lanzamiento: 21 de septiembre de 2007.
1. cowardly little dogs we are
2. hikari no yukue~TV SIZE EDIT
3. carnaval in blue
4. cazador del amor
5. moonlight fiesta
6. leviathan
7. the ripper
8. the rush of a bounty hunter
9. friends
10. farewell
11. just for love ~L.A.#2
12. project leviathan
13. hidden love
14. the place of eternity
15. L.A.
16. paradise regained
17. walk down to your freedom
18. romanesque~TV SIZE EDIT
19. ordinary sunset
20. I reach for the sun

## DRAMA CD
La historia de la trama de cada CD se desarrolla cronológicamente entre los capítulos de la serie y duran aproximadamente 1 hora:
- DRAMA CD "El Cazador" Vol.1 - Lanzamiento: 21 de septiembre de 2007.
- DRAMA CD "El Cazador" Vol.2 - Lanzamiento: 21 de noviembre de 2007.

## El manga
A diferencia del anime, el manga cuenta una historia más corta, este se compone de un tomo único de 6 capítulos, los primeros cuatro fueron retomados y adaptados casi en su totalidad en la versión animada, ya que contó con la censura de escenas con desnudos y violencia extrema, del quinto capítulo fue tomado parte del argumento aunque, con los cambios ocurridos en el anime su desarrollo y final tiene acciones diferentes, sin embargo este mismo episodio sirve como punto de partida en ambas versiones para marcar la recta final de la historia. El sexto episodio y final de la historia fue totalmente descartado para el anime, aunque hay pequeñas referencias a él.
La historia ocurre en alguna ciudad del norte de México y narra las aventuras de Ellis, una joven misteriosa con poderes sobrenaturales (los cuales no sabe controlar, pero hace uso de ellos cuando se encuentra en peligro) por quien existe una recompensa en todo el país y Nadie, una talentosa cazarrecompensas que esta en busca de Ellis, lo cual le lleva a tener enfrentamientos con otros interesados en cobrar el dinero que ofrecen por la chica. Ellis vive con una anciana adivina y quien es asesinada tras una explosión provocada por otros cazadores. En una conversación que Nadie tuvo con la anciana antes de morir, hizo la promesa de cuidar a Ellis y acompañarla a llegar a un lugar mencionado por una misteriosa piedra que Ellis carga, dicho lugar tiene el nombre de Wiñay Marka y se encuentra en un lejano lugar al sur, cumpliendo con su promesa, inician un viaje juntas, teniendo como principal villano de la historia a una chica llamada Allis, quien quiere robar los poderes de Ellis.
En otra diferencia muy notable con el anime, el manga cuenta con una limitada cantidad de personajes, siendo Nadie y Ellis las protagonistas, la atención está completamente centrada en ellas; cada episodio son acompañadas por personajes de ambientación que no influyen en el desarrollo o desenlace de la historia por lo contrario en el anime, donde los personajes secundarios ( que no tienen aparición en el manga) tienen una trascendencia muy marcada tanto en la vida de las protagonistas como en el desarrollo, consiguiendo con esto que el final de la historia sea diferente entre ambas versiones. El manga tiene como villano principal a otro experimento del proyecto Leviathan, una chica idéntica a Ellis con el cabello oscuro llamada Allis, quien a diferencia de ella puede controlar el poder que posee, aunque este es mucho menor y para poder conseguir el poder absoluto debe tomar en un sacrificio la vida de Ellis. Este personaje fue omitido en el anime, en su lugar fue incluido un personaje masculino llamado L.A. que cuenta una historia de origen similar a ella, que no busca asesinarla, siente una enorme obsesión hacia ella.
El tomo completo y unido fue lanzado el 20 de septiembre de 2007 y como material extra contiene una entrevista a las seiyuus de Nadie y Ellis también incluye como regalos pósteres de las protagonistas.